# پاگشا
پاگشا مراسمی است که اقوام عروس و داماد در ایران در منزل خودشان برگزار می‌کنند که پای زوج جدید بعد از عروسی یا عقد به منزل آن‌ها باز شود. رونما هدیه ایست که در این میهمانی رد وبدل می‌شود.

## رسوم
در اقليت اقوام ايراني روايت است در گذشته عروس برای قطع علاقه از خانه پدری، تا چهل روز نباید به خانه پدر بازمی‌گشت. در روز چهلم یا کمی پیش و پس از آن، مادر عروس ابتدا وی را پاگشا می‌کرد. پاگشای خانواده عروس عموماً در ظهر و به صرف نهار انجام می‌شد.در این میهمانی همه کسان داماد و عروس دعوت می‌شدند و میهمانان به فراخور هدیه‌ای به عنوان رونما به عروس می‌دادند. پاگشای خانواده داماد چند روز بعد انجام می‌شد و سپس نوبت اقوام دورتر عروس و داماد می‌رسید که میزبان هردو خانواده باشند.البته روايت قابل استناد نيست چون اقليت محسوب مي شوند.در اكثريت اقوام اصيل ايران نظير بختياري، لر و کرد شهرهاي نظير یزد، شهركرد، اصفهان و مشهد ، اين رسم به گونه ي دعوت خانواده ي داماد ، از عروس اتفاق ميوفتد كه با هداياي نفيس از جانب خانواده ي داماد به خانواده ي عروس به همراه است. 